# هوفلر
هوفلر (به آلمانی: Hüffler) یک شهر در آلمان است که در گلان-مونشوایلر (فرباندسگماینده) واقع شده‌است. هوفلر ۵۹۴ نفر جمعیت دارد.